# Задача об упаковке в контейнеры
Задача об упаковке в контейнеры — NP-трудная комбинаторная задача. 
Задача заключается в упаковке объектов предопределённой формы в конечное число контейнеров предопределённой формы таким способом, чтобы число использованных контейнеров было наименьшим или количество или объём объектов (которые упаковывают) были наибольшими.

## Разновидности и методы решения задач упаковки
Существует множество разновидностей этой задачи (двумерная упаковка, линейная упаковка, упаковка по весу, упаковка по стоимости и т. п.), которые могут применяться в разных областях, как собственно в вопросе оптимального заполнения контейнеров, загрузки грузовиков с ограничением по весу, созданием резервных копий на съёмных носителях и т. д.
Так как задача является NP-трудной, то использование точного переборного алгоритма возможно только при небольших размерностях. Обычно для решения задачи используют эвристические приближённые полиномиальные алгоритмы.

## Задача упаковки в одномерные одинаковые контейнеры

### Постановка задачи
Пусть дано множество контейнеров размера {\displaystyle V} и множество {\displaystyle n} предметов размеров {\displaystyle a_{1},\dots ,a_{n}}. Надо найти целое число контейнеров {\displaystyle B} и разбиение множества {\displaystyle \{1,\dots ,n\}} на {\displaystyle B} подмножеств {\displaystyle S_{1}\cup \dots \cup S_{B}} таких, что {\displaystyle \sum _{i\in S_{k}}a_{i}\leq V} для всех {\displaystyle k=1,\dots ,B}. 
Решение называется оптимальным, если {\displaystyle B} минимально. 
Минимальное {\displaystyle B} далее обозначается OPT.

### Упаковка как задачацелочисленного программирования
Задача упаковки в контейнеры может быть сформулирована как задача целочисленного программирования следующим образом:
| Минимизировать {\displaystyle B=\sum _{i=1}^{n}y_{i}} |                                                        |                                                                            |
| при ограничениях                                      | {\displaystyle \sum _{j=1}^{n}a_{j}x_{ij}\leq Vy_{i},} | {\displaystyle \forall i\in \{1,\ldots ,n\}}                               |
|                                                       | {\displaystyle \sum _{i=1}^{n}x_{ij}=1,}               | {\displaystyle \forall j\in \{1,\ldots ,n\}}                               |
|                                                       | {\displaystyle y_{i}\in \{0,1\},}                      | {\displaystyle \forall i\in \{1,\ldots ,n\}}                               |
|                                                       | {\displaystyle x_{ij}\in \{0,1\},}                     | {\displaystyle \forall i\in \{1,\ldots ,n\}\,\forall j\in \{1,\ldots ,n\}} |

где {\displaystyle y_{i}=1}, если контейнер {\displaystyle i} используется и {\displaystyle x_{ij}=1}, если предмет {\displaystyle j} помещён в контейнер {\displaystyle i}.

### Приближённые полиномиальные алгоритмы
Простейшими полиномиальными алгоритмами упаковки являются алгоритмы Best Fit Decreasing — BFD  (Наилучший подходящий по убыванию) и First Fit Decreasing — FFD (Первый подходящий по убыванию). Предметы упорядочивают по убыванию размеров и последовательно пакуют либо в контейнер, в котором после упаковки останется наименьший свободный объём — BFD, либо в первый контейнер куда он помещается — FFD. Доказано, что эти алгоритмы используют не более
{\displaystyle {\frac {11}{9}}OPT+1}
контейнеров.
Однако для задачи упаковки существуют и асимптотически ε -оптимальные полиномиальные алгоритмы.
Задача определения, равно ли OPT двум или трем является NP-трудной. Поэтому для любого ε > 0, трудно упаковать предметы в (3/2 − ε)OPT контейнеров. (Если такой полиномиальный алгоритм существует, то за полиномиальное время можно определить разделятся ли n неотрицательных чисел на два множества с одинаковой суммой элементов. Однако известно, что эта проблема NP-трудна.) Следовательно, если P не совпадает с NP, то для задачи упаковки в контейнеры нет алгоритма приближенной схемы полиномиального времени (PTAS). С другой стороны, для всякого ε >0  можно найти решение с не более, чем (1 + ε)OPT + 1 контейнерами за полиномиальное время. Такие алгоритмы относятся к асимптотической PTAS. Но поскольку в оценке сложности этого класса алгоритмов {\displaystyle an^{b}} обе константы произвольно зависят от  ε, подобные алгоритмы в отличие от FFD и BFD могут быть практически бесполезными.

### Вероятностный подход
Для некоторого класса вероятностных распределений размеров упаковываемых предметов, включающего функции распределения выпуклые вверх и вниз, существует практический полиномиальный алгоритм упаковки асимптотически оптимальный почти наверное при неограниченном росте числа предметов. Для распределений не входящих в этот класс могут строиться индивидуальные полиномиальные асимптотически оптимальные алгоритмы.